# Národní sportovní centrum Tel Aviv

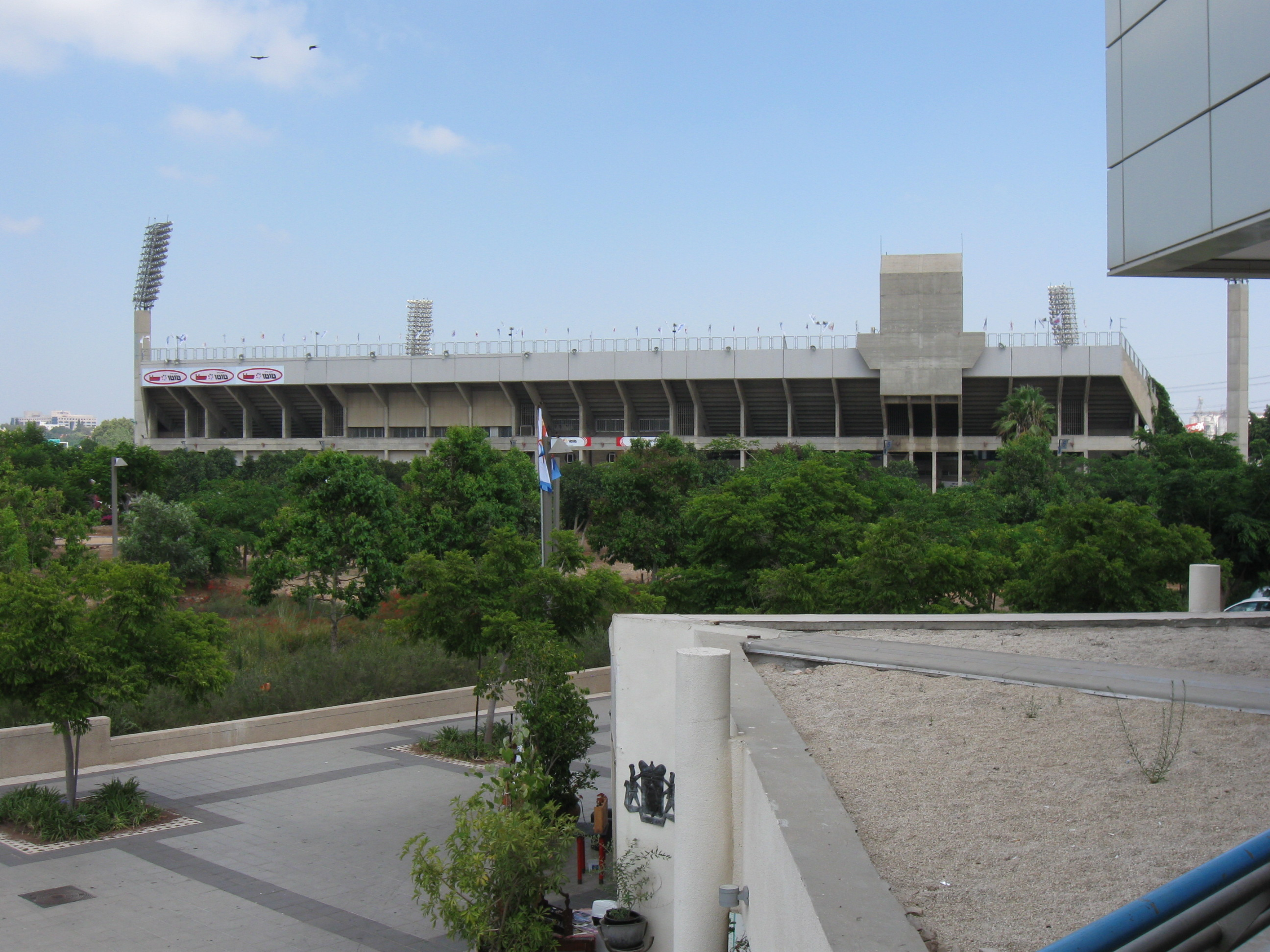
Atletický stadion

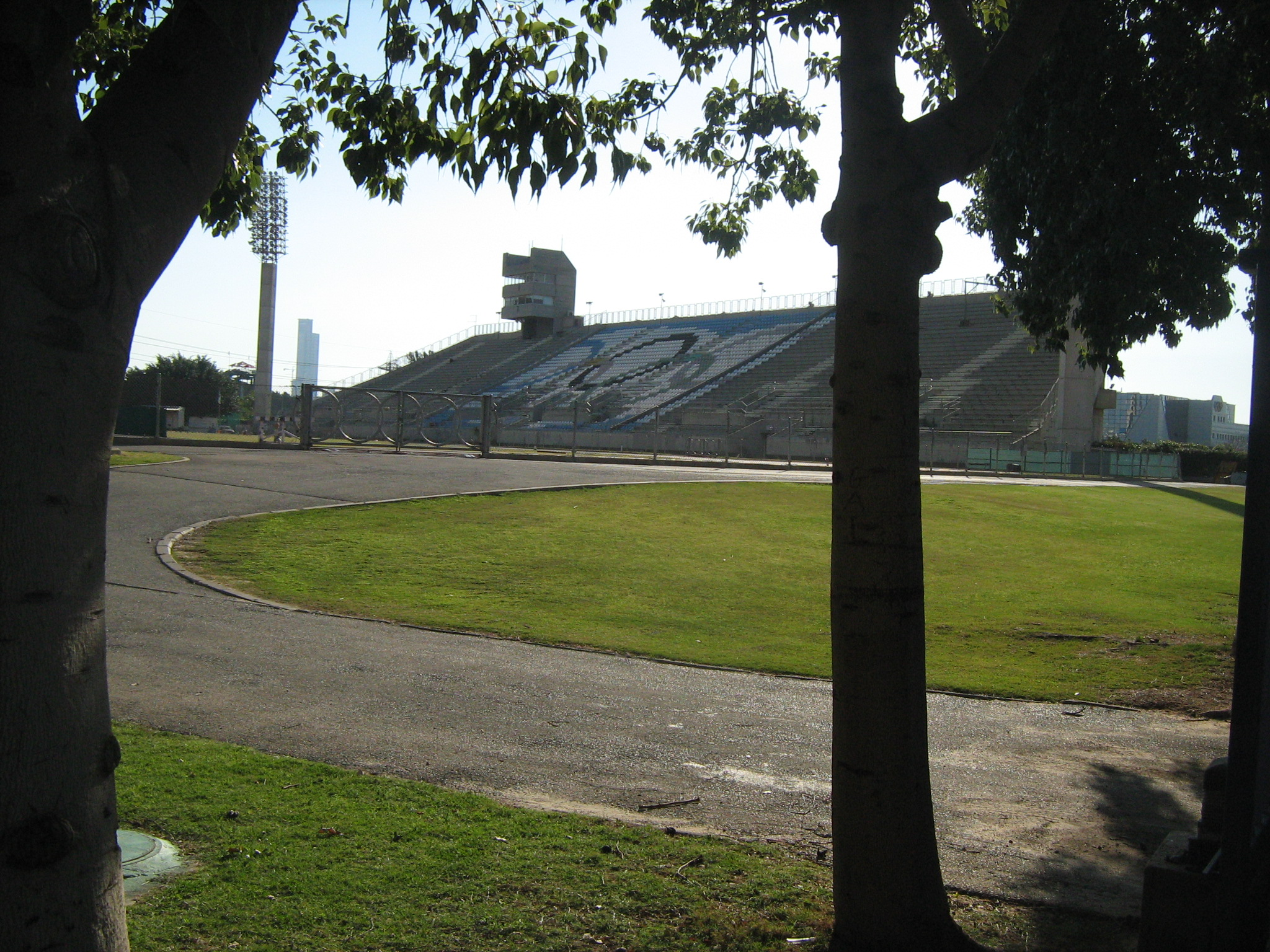
Atletický stadion

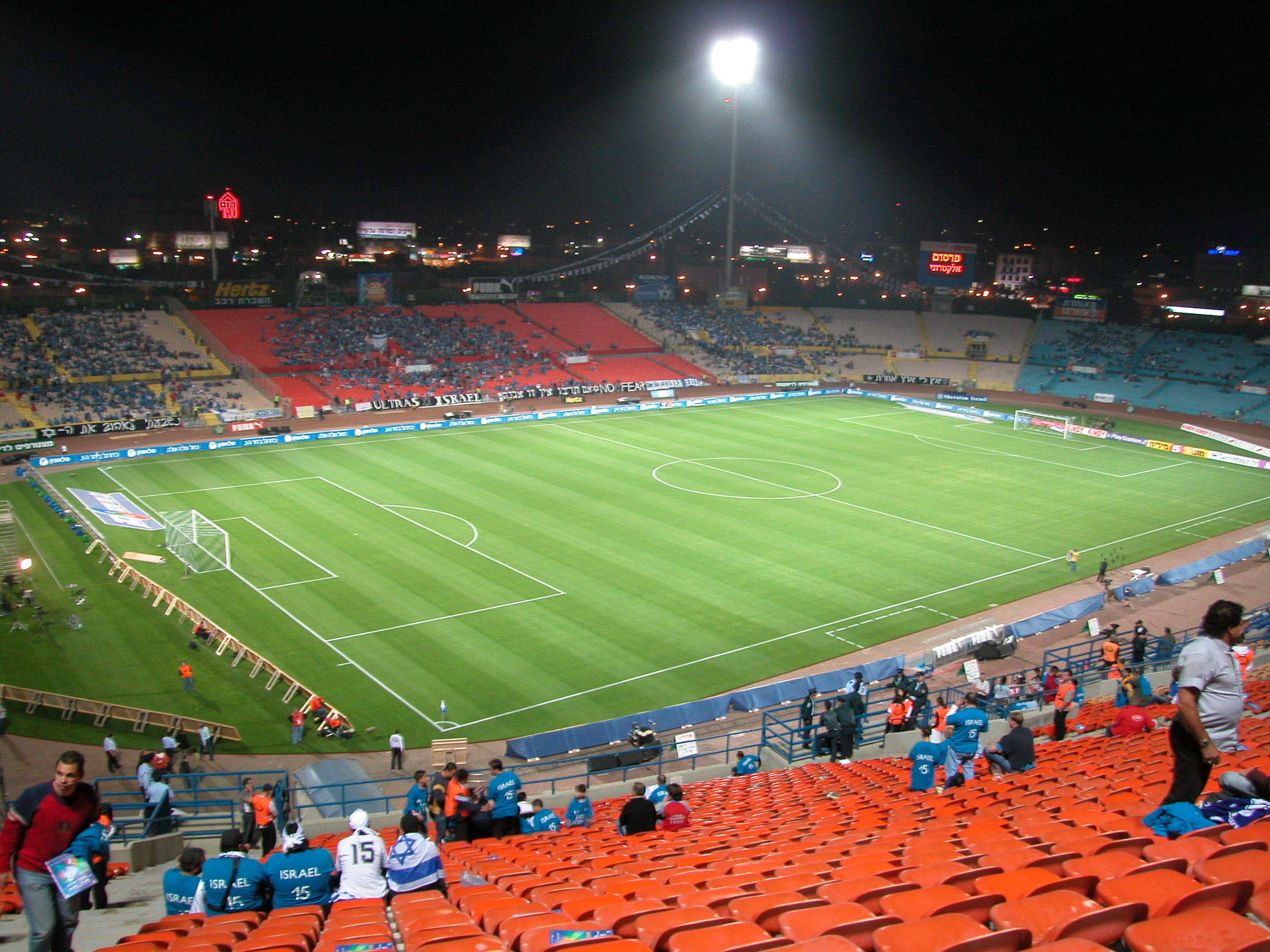
Národní fotbalový stadion

Národní sportovní centrum Tel Aviv (hebrejsky: מרכז הספורט הלאומי - תל אביב, Merkaz ha-sport ha-le'umi Tel Aviv) je sportovní areál ve městě Tel Aviv v Izraeli.

## Geografie
Leží v severovýchodní části Tel Avivu, na severním břehu řeky Jarkon a souvisejícího zeleného pásu (park Jarkon), v nadmořské výšce cca 10 metrů. Západně odtud leží areál Tel Aviv Exhibition Centre, na severu obytná čtvrť Hadar Josef. Na východě a jihovýchodě odtud pak začíná katastr města Ramat Gan. Komplex výstaviště je na severu napojen na ulici Bechor Šalom Šitrit. Západně odtud prochází Ajalonská dálnice (dálnice číslo 20), na východě je to silnice číslo 482 (ulice Mivca Kadeš). Po jižní straně areálu probíhá železniční trať, na níž zde stojí železniční stanice Bnej Brak.

## Popis areálu
Stojí tu atletický stadion, sídlo izraelského olympijského výboru a tenisové kurty. Na jihu s areálem sousedí Národní fotbalový stadion v Ramat Ganu.